# Rio Tricolor
Der Rio Tricolor (oder Rio Goio-Bang) ist ein etwa 165 km langer Nebenfluss des Rio Piquiri in der Mitte des brasilianischen Bundesstaats Paraná.

## Etymologie
Der Fluss trägt sowohl den Namen Rio Tricolor (deutsch: Dreifarbiger Fluss) als auch den Namen Rio Goio-Bang. Letzterer stammt aus der Sprache der Kaingang. Goio bedeutet auf Deutsch = Wasser, wie im Namen des weiter westlich gleichfalls zum Rio Piquiri fließenden Rio Goioerê (deutsch: klares Wasser).

## Geografie

### Lage
Das Einzugsgebiet des Rio Tricolor befindet sich auf dem Terceiro Planalto Paranaense (Dritte oder Guarapuava-Hochebene von Paraná).

### Verlauf
Sein Quellgebiet liegt im Munizip Luiziana auf 809 m Meereshöhe etwa 800 m südwestlich der Ortschaft Aterrado Alto in der Nähe der BR-158.
Der Fluss verläuft in zunächst mit vielen Windungen in westlicher Richtung, bis er etwa 50 km weiter westlich nach Süden schwenkt und diese Richtung ebenfalls mit vielen Schleifen bis zu seiner Mündung beibehält.
Er fließt auf der Grenze zwischen den Munizipien Campina da Lagoa und Ubiratã von rechts in den Rio Piquiri. Er mündet auf 310 m Höhe. Die Entfernung zwischen Ursprung und Mündung beträgt 68 km. Er ist etwa 165 km lang.
Er entwässert ein Einzugsgebiet von 1.350 km2 im Gebiet zwischen Campo Mourão und Cascavel. Im Osten wird das Einzugsgebiet von der Serra Cantu begrenzt.

### Munizipien im Einzugsgebiet
Die Liste der Munizipien umfasst nach dem Quellort Luiziana
- rechts: Mamboré, Juranda, Ubiratã
- links: Nova Cantu, Campina da Lagoa

### Zuflüsse
Die folgenden Nebenflüsse fließen von rechts zum Rio Tricolor: Rio São Domingos, Rio Saracura, Rio Sununu und Rio Verde.

## Wirtschaft
Das Einzugsgebiet des Rio Tricolor wird landwirtschaftlich genutzt. Die wichtigsten Produkte sind an seinem Unterlauf im Munizip Ubiratã Soja, Baumwolle und Weizen.
Das Land ist dünn besiedelt, die sechs Munizipien verzeichnen gemäß den für 2021 vom IBGE amtlich geschätzten Einwohnerzahlen 16 Einwohner pro Quadratkilometer.